# Amacja
Amacja (hebr.: אמציה) – moszaw położony w samorządzie regionu Lachisz, w Dystrykcie Południowym, w Izraelu.
Leży w Szefeli, w pobliżu Judei i granicy terytorium Autonomii Palestyńskiej.

## Historia
Moszaw został założony w 1955.

## Gospodarka
Gospodarka moszawu opiera się na intensywnym rolnictwie.

## Galeria

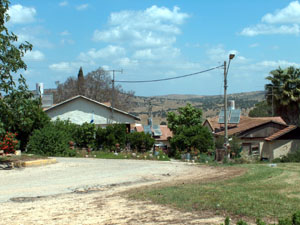
Widok na moszaw Amacja.
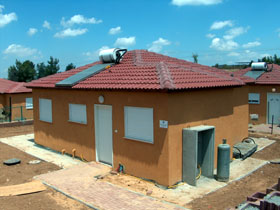
Nowo budowane w 2005 domy w Amacji.